# Оливера Радојковић Чоловић
Др Оливера Радојковић Чоловић (Краљево, 21. мај 1929 – Београд, 23. новембар 2010) једна од најпризнатијих стручњака југословенске анестезиологије и реанимације и највећи дародавац Народном музеју и граду Краљево.

## Биографија
Рођена је у Дракчићима код Краљева 21. маја 1929. године као кћи Жарка Чоловића, угледног угоститеља и носиоца Албанске споменице, и мајке Милосије (девојачко Нешовић). Основну школу и Гимназију је похађала у Краљеву. По очевој жељи је још од најранијег детињства учила и француски језик. Школске 1942/43. године положила је матурски испит у краљевачкој гимназији. Током рата Оливера је упознала Милана Радојковића, тадашњег општинског писара, по образовању електроинжењера. Радојковић је био пореклом из Смедерева, али је морао заједно са братом да напусти тај град одлуком Димитрија Љотића, јер се његов брат приклонио комунистима. Оливера и Милан су се венчали октобра 1945. године и преселили су се у Београд. Оливера уписује студије на Медицинском факултету у Београду, које је завршила 1954. године. Специјализацију анестезиологије и реанимације започиње 1957. године. У склопу постдипломских студија наставља усавршавање две године у Копенхагену. Магистрирала је 1973. године у Копенхагену и Београду, а титулу примаријуса добија 1975. године. Даља специјализација одвијала се у болницама у Паризу, Лондону и Београду. Докторску дисертацију, одбрањену 1980. године у Београду, посвећује свом супругу. Објавила је 78 радова и учествовала на 40 конгреса у земљи и иностранству и стекла звање вишег научног сарадника.
У периоду од 1962. до 1964. године радила је у Тунису, где је помагала у школовању тамошњих анестезиолога. Основала је Одељење за анестезију и реанимацију у Железничкој болници у Београду 1964. године. Радила је у болници „Др Драгиша Мишовић", била шеф Службе анестезије и реанимације у болници „Бежанијска коса", три године је радила у Холандији, а затим у Служби неурорадиологије на Неуролошкој клиници у Београду. Ту је радила до пензионисања, а потом је наставила рад као лекар у приватној болници. Када је 1968. године основано Друштво анестезиолога Југославије, изабрана је за првог председника. Организовала је прву и другу Анестезиолошку недељу у Југославији, као и Први конгрес анестезиолога Југославије са међународним учешћем 1969. године. Преминула је 23. новембра 2010. године у Београду. Уврштена је међу најзначајнија имена српских лекара у Биографском лексикону Познати српски лекари у свету, издатом у Београду и Торонту 2005. године.

## Легат
Упоредо са богатом каријером лекара, одвија се животни пут колекционара и великог хуманисте. Оливера је почела да прикупља уметничку збирку још током студија медицине. Важно улогу у прикупљању збирке су имала и пријатељства која је Оливера склапала са бројним уметницима. Прве донације Музеју су биле збирка српских икона из 19. века и Спомен-збирка Мирка Почуче током осамдесетих година. Збирка икона обухвата 24 иконе, углавном из подручја северно од Саве и Дунава, а Спомен-збирка Мирка Почуче обухвата портрете и аутопортрете уметника.
Оливера Радојковић Чоловић је 2006. године својим тестаментом завештала породичну кућу, сва уметничка дела и покретну имовину која се налазила у кући Чоловића у Краљеву и у стану у Београду. Први део Збирке уметничких дела Народни музеј Краљево је приказао на изложби у Галерији музеја 2005. године, а остатак збирке је Музеју припао након Оливерине смрти 2010. године. Зграда Легата је отворена за јавност након реконструкције 2016. године. Поред саме куће, Легат чини 530 предмета подељених у три збирке:
- Уметничка збирка (138 уметничких дела: Збирка српских икона из 19. века, Спомен-збирка Мирка Почуче и Збирка уметничких дела)
- Збирка покућства и намештаја (324 предмета покућства и 35 комада намештаја)

- Историјска збирка (33 предмета: писма, фотографије, медаље, честитке, лична документа).[4][5]

## Признања
- Диплома лекарских друштава Југославије (1966)
- Први председник Друштва анестезиологије Југославије (1968)
- Захвалница Српског лекарског друштва (1978)
- Медаља ''Др Иван Бетина'' (1979)
- Повеља Српског лекарског друштва (1979)
- Диплома заслужног грађанина СО Краљево (2007)[1]